# 森田眞円
森田 眞円（もりた しんねん、1954年-　）は、浄土真宗の僧、仏教学者、京都女子大学教授、龍谷大学実践真宗学研究科教授
奈良県生まれ。龍谷大学大学院博士課程真宗学専攻修了、本願寺派宗学院卒業。龍谷大学講師、中央仏教学院講師、本願寺教学伝道研究所所長、京都女子大学文学部英文学科教授、本願寺派勧学、奈良県葛城市教善寺住職。

## 著書
- 『ひらがな真宗』本願寺出版社 2000
- 『ひらがな正信偈』本願寺出版社 2003
- 『観念法門窺義』永田文昌堂 2005
- 『笑う門には念仏あり』本願寺出版社 2007
- 『はじめての親鸞さま』本願寺出版社 2012

### 共著
- 『秋いろの空に』蔵田了然,冨井都美子共著 本願寺出版社 2000
- 『やさしく語る親鸞聖人伝』瓜生津隆真,淺田正博,黒田覚忍,白川晴顕,清岡隆文,貴島信行, 浅井成海共著 本願寺出版社 2011
- 『浄土真宗はじめの一歩 入門書』釈徹宗共著 本願寺出版社 2012

## 論文
- Cinii

## 注
1. ↑  『はじめての親鸞さま』著者紹介